# Lüttich–Bastogne–Lüttich 1988
Lüttich-Bastogne-Lüttich 1988 war die 74. Austragung von Lüttich–Bastogne–Lüttich, eines eintägigen Straßenradrennens. Es wurde am 17. April 1988 über eine Distanz von 260 km ausgetragen.
Sieger des Rennens wurde im Dreier-Sprint Adrie Van Der Poel vor Michel Dernies und Robert Millar.

## Teilnehmende Mannschaften
| Profi-Radsportteams (25)- PDM-Ultima-Concorde - Lotto - Fagor-MBK - Kas-Canal 10 - Roland - Système U - Ariostea-Gres - TVM-Van Schilt - Weinmann-La Suisse-SMM Uster - Gewiss-Bianchi - AD Renting-Mini-Flat-Enerday - Toshiba-Look - Z-Peugeot - Chateau d'Ax-Salotti - Reynolds - Cyndarella-Isotonic - Hitachi-Bosal - Panasonic-Isostar-Colnago-Agu - 7 Eleven-Hoonved - Superconfex - RMO-Cycles Méral-Mavic - S.E.F.B.-Peugeot-Tönissteiner - Caja Rural-Orbea - Isoglass-EVS-Robland - Sigma-Fina |
| |

## Ergebnis
| Rang | Fahrer             | Team           | Zeit         |
| ---- | ------------------ | -------------- | ------------ |
| 1    | Adrie Van Der Poel | PDM-Concorde   | 6h 42' 00"   |
| 2    | Michel Dernies     | Lotto          | gleiche Zeit |
| 3    | Robert Millar      | Fagor-MBK      | gleiche Zeit |
| 4    | Steven Rooks       | PDM-Concorde   | + 34"        |
| 5    | Sean Kelly         | Kas-Canal 10   | + 45"        |
| 6    | Luc Roosen         | Roland         | gleiche Zeit |
| 7    | Charly Mottet      | Système U      | gleiche Zeit |
| 8    | Rolf Sørensen      | Ariostea-Gres  | gleiche Zeit |
| 9    | Phil Anderson      | TVM-Van Schilt | gleiche Zeit |
| 10   | Martin Earley      | Kas-Canal 10   | gleiche Zeit |